# ريتشارد همفريز
ريتشارد همفريز (بالإنجليزية: Richard Humphreys)‏ هو صائغ فضة أمريكي، ولد في 1750، وتوفي في 1832.